# Karl Richard Lepsius
Karl Richard Lepsius (født 23. december 1810 i Naumburg, død 10. juli 1884 i Berlin) var en tysk ægyptolog.
Lepsius studerede filologi og gik efter sin disputats, De tabulis Eugubinis (1833), til Paris, hvor han blandt andet lagde sig efter ægyptisk, og hvor Instituttet prisbelønnede et par afhandlinger af ham om palæografiens betydning for sproggranskning (1834, ny udgave 1842), om semitiske og flere alfabeter og om talordene i indogermanske og semitiske sprog og i koptisk (1835). Lepsius rejste derefter 1835 til Italien, hvor han fortsatte sine studier over olditaliske sprog, hvoraf hans 1841 udgivne Inscriptiones umbricæ et oscæ blev en frugt; i øvrigt studerede han her særlig oldægyptisk. I Rom udgav Lepsius 1837 Lettre à Rosellini sur l'alphabet hiéroglyphique. I 1842 udkom hans Auswahl der wichtigsten Urkunden des ägyptischen Alterthums og Todtenbuch der Ägypter nach dem hieroglyphischen Papyrus in Turin. Efter at han på Humboldts og Bunsens anbefaling var blevet leder af en preussisk arkæologisk ekspedition til Ægypten, berejste Lepsius Ægypten og Nubien indtil det gamle Meroë, på hvilken rejse han medtog mange af de bedste ægyptiske kunstgenstande, han fandt i Ægypten, hvorved han i høj grad har beriget museet i Berlin. Da han 1846 kom hjem, blev han professor i ægyptisk ved universitetet, 1855 meddirektør, 1865 direktør for det ægyptiske museum, 1850 medlem af Videnskabernes Akademi og 1873 overbibliotekar ved det Kongelige Bibliotek i Berlin. Da han 1866 havde fået nys om, at der var kommet en mærkelig indskrift for dagen i Tanis, vel ved et jordskred som følge af en udgravning, gik han straks til Ægypten for at være den første til at udgive den, hvad der lykkedes, om end ægyptologen Reinisch fra Wien kom omtrent samtidig. Indskriften udgav Lepsius i Das bilingue Dekret von Kanopus (1867). I 1849 havde Lepsius udgivet Chronologie der Ägypter, hvortil Königsbuch (1858) danner en art fortsættelse. I 1880 udgav han Nubische Grammatik med en indledende oversigt over sprogene i Afrika. En del iagttagelser på sin første store rejse har Lepsius udgivet i sine Briefe aus Ägypten, Äthiopien und Sinai (1852). Hans mest fortjenstfulde værk er det af den preussiske regering bekostede store pragtværk Denkmäler aus Ägypten und Äthiopien, som indeholder et fortrinligt og righoldigt, kronologisk ordnet udvalg af de vigtigste dengang kendte ægyptiske indskrifter, langt korrektere gengivne end alle tidligere udgivne hieroglyfiske indskrifter, et værk, som har været til uberegnelig nytte for videnskaben. Hans optegnelser på rejser og ved udgravningerne er under titlen Text blevet udgivet 1897—1913 i autografi med mange oplysende illustrationer, af museet i Berlin sammen med Édouard Naville i Genève, hvem Lepsius havde overdraget omsorgen for de af ham efterladte optegnelsers anvendelse og udgivelse. Denkmäler udkom 1849—60 i 12 bind. I Akademiets skrifter findes mange værdifulde afhandlinger af Lepsius om forskellige ægyptologiske emner, således om: den første ægyptiske gudekreds (1851), oplysninger til Ptolemæernes historie (1853), det 12. dynasti (1853), det 22. dynasti (1854), guderne for de fire elementer (1856), Manethos historie (1857), berøringspunkter med græsk-romersk kronologi (1859), ægypternes alen (1865), grundplan (i en papyrus i Turin) af Ramses IV's grav (1867), de assyriske eponymlisters kronologiske værd (1869), nogle ægyptiske kunstformer (1871), metallerne i de ægyptiske indskrifter, babylonisk-assyriske længdemål efter Senkereh-tavlen (1877). I 1865 overtog Lepsius redaktionen af det af Brugsch grundede Zeitschrift für ägyptische Sprache und Alterthumskunde, i hvilket man også finder flere vigtige afhandlinger af Lepsius. Lepsius har også skrevet værdifulde undersøgelser om asiatiske sprog og alfabeter, således blandt andet: Über chinesische und tibetanische Lautverhältnisse (1861), Über das Lautsystem der persischen Keilschrift (1863), Über das ursprüngliche Zend-Alphabet (1863), Über die arabischen Sprachlaute und deren Umschrift (1861). Et spørgsmål, der særlig var genstand for hans studier, var tilvejebringelsen af et almindeligt linguistisk alfabet, hvorved man kunne omskrive lydene i alle sprog. Hans Standard Alphabet for reducing unwritten languages and foreign graphic systems to a uniform orthography in European letters (1863), hvoraf 1. udgave udkom 1855, er et sådant forsøg, anvendt på 120 sprog. Hans sidste værk var Längenmasse der Alten (1884).